# Nikkelin
A nikkelin a szulfid- és rokon ásványok osztályába tartozó nikkel-arzenid ásvány. Kristályai hexagonális rendszerben alakulnak ki, apró termetűek, dipiramisos kristályalakban tömegesen, vaskos kifejlődésűek, a kristályalak ritkán ismerhető fel. Jellegzetes a világos rézvörös színe felületén rendszerint barna vagy szürke futtatott elszíneződéssel. 1694-ben Németország területén a Harz-hegységben már bányászták és vörös nikkelércnek nevezték. Az ásvány analitikus leírása az elnevezőtől F.S. Bendaut minerológustól származik, melyet 1832-ben ismertettek.
Fontos nikkelérc, melynek arzén tartalmát is hasznosítják.
Kémiai összetétele:
- Nikkel (Ni) = 43,9%
- Arzén (As) = 56,1%

## Keletkezése
Magas hőmérsékletű hidrotermás, magmatikus folyamatokban keletkezik, rendszerint kobalt és bizmut ércesedésekkel együtt jelenik meg.
Hasonló ásványok: termésbizmut és pirrhotin.

## Előfordulásai
Jelentős előfordulásai találhatóak: Németország területén Hessen, Türingia tartományokban és a Fekete-erdő vidékén. Csehország területén Jáchymov közelében, Szlovákiában Dobsina környékén.Kanadában Ontario tartomány Gowganda város közelében. Előfordulásai ismertek az Amerikai Egyesült Államok Kalifornia szövetségi államában, Japán és Argentína területén.
Kísérő ásványok: bizmutin, kloantit, kobaltin és smaltin.
A Mecsek déli előterében Bakonya és Kővágószőlős közelében poligén ércesedés található melyben több más ásvány társaságában a nikkelint is kimutatták. Ipari jelentősége nincs, ásványtani jelentőségét az előfordulás sokfélesége adja.